# Comus
Comus  es una pequeña localidad y comuna francesa, situada en el departamento del Aude en la región de Languedoc-Roussillon. 
A sus habitantes se les conoce en idioma francés por el gentilicio Comusiens.

## Geografía
Comus, pequeño pueblo de montaña a 1200 m de altitud, está situado al noroeste de Sault, en el límite con el departamento del Ariège.

## Demografía
| 97 | 127 | 96 | 67 | 46 | 39 |
| Para los censos de 1962 a 1999 la población legal corresponde a la población sin duplicidades (Fuente: INSEE [Consultar]) |     |    |    |    |    |

(Población sans doubles comptes según la metodología del INSEE).

## Lugares de interés
- Gargantas de Frau
- Minas de talco de Trimouns
- Pas de l'Ours (mirador del castillo cátaro de Montségur)

## Personalidades
- Aimé Sarda, historiador nacido en la población en 1918